# جو انگلیس
جو انگلیس (انگلیسی: Joe Ingles؛ زادهٔ ۲ اکتبر ۱۹۸۷) بازیکن بسکتبال اهل استرالیا است.
از باشگاه‌هایی که در آن بازی کرده‌است می‌توان به یوتا جاز و باشگاه بسکتبال بارسلونا اشاره کرد.
وی در مسابقات کشوری و بین‌المللی در مجموع برندهٔ ۲ مدال طلا، ۱ مدال نقره، ۱ مدال برنز شده‌است.